# Conolophia persimilis
Conolophia persimilis är en fjärilsart som beskrevs av W. Warren 1905. Conolophia persimilis ingår i släktet Conolophia och familjen mätare. Inga underarter finns listade i Catalogue of Life.